# Afraid of Tomorrows
Afraid of Tomorrow (englisch Angst vor Morgen) ist das zweite Studioalbum der englischen Rock-Band The Mysterines. Das Album wurde am 21. Juni 2024 über Fiction Records veröffentlicht.

## Entstehung
Die Band schrieb etwa 40 Lieder für das neue Album, wobei schließlich die Titel verwendet wurden, die laut Lia Metcalfe „eine Emotion provoziert haben“. Inspiration holte sich die Sängerin unter anderem von der Autobiografie Lady Sings the Blues von Billie Holiday. Zwischenzeitlich wollte Lia Metcalfe das Songwriting aufgeben, weil sie das Gefühl hatte, dass die neuen Lieder sie „emotionell austrocknen“ würden. Insgesamt würde das neue Album dunkler klingen als das Debütalbum Reeling und mehr Einflüsse des Psychedelic Rock, Grunge und Alternative Rock aufweisen, während Reeling mehr Wert auf massive Hooks und große Singalongs legte. Metcalfe hatte das Gefühl, dass es mehr Sinn ergeben hätte, wenn Afraid of Tomorrows vor Reeling erschienen wäre.
Die Titel von Afraid of Tomorrows wurden von der Band in mehreren Sessions in ländlicher Abgeschiedenheit geschrieben. Die Aufnahmen fanden in dem Tonstudio Elmwood Recording in Los Angeles statt. Produziert wurde Afraid of Tomorrows von John Congleton, der zusammen mit Sean Cook das Album abmischte. Außerdem spielte John Congleton bei dem Lied Sink Ya Teeth das Klavier und die Synthesizer ein. Laut dem Gitarristen Callum Thompson hätte Congleton der Band vorab gesagt, dass er nicht zur Verfügung stehen würde, wenn die Band ein Album wie das Debüt aufnehmen wolle. Dies wäre genau das gewesen, was die Band wollte. Insgesamt dauerten die Aufnahmen einen Monat. Das Mastering übernahm Felix Davis. 

## Veröffentlichung
Am 20. Februar 2024 erschien die erste Single Stray mitsamt Musikvideo, bei dem Matilda Harding-Kemp Regie führte. Darüber hinaus wurde das Album angekündigt. Die zweite Single Sink Ya Teeth folgte am 8. April 2024. Das dazugehörige Musikvideo, bei dem Sandra Ebert Regie führte, folgte am 7. Mai 2024. Ursprünglich sollte das Album am 7. Juni veröffentlicht werden. Wegen Verzögerungen bei der Herstellung der Vinyl-Varianten wurde die Veröffentlichung um zwei Wochen verschoben. Zwei Tage vor der Albumveröffentlichung erschien mit The Last Dance die dritte Single. Regisseur bei dem Musikvideo war Polocho.

## Hintergrund
Sängerin Lia Metcalfe erklärte, dass Afraid of Tomorrows mehr Dunkelheit und Gewicht aufweist als Reeling, dass stark von Charakteren und Narrativen getrieben wurde. Sie wollte auf dem zweiten Album weniger wortwörtliche Texte schreiben. Die Texte enthalten das Gefühl von Angst und Paranoia, nimmt den Hörer aber mit auf eine Reise zum Titellied, welches die Geschichten auf eine fröhlichere Art beendet. Das Album beschreibt Metcalfe als „Spiegel, in dem man erkennt, dass man nichts weiter ist als ein formloses Wesen, das aus himmlischen Konstellationen besteht“. Es wäre eine „Collage aus Verlorenem und grenzenloser Liebe“.

„Das ganze Album hat einige ernste Themen von extremer Paranoia und Angst; nicht zu wissen, was passieren wird und davon ängstlich zu sein. Es ist wie ich mich gefühlt habe.“

The Last Dance wird von der Sängerin Lia Metcalfe als Analogie beschrieben, welche Auswirkungen Einsamkeit auf eine Person hat. Hat diese Person einmal die dunklen Gassen von Drogen und Alkohol verlassen wird sie versuchen, sich mit etwas zu verbinden was nicht real ist. Die erste Single Stray wurde geschrieben, nachdem die Musiker wieder in die Musik eintauchten, die sie als Jugendliche geformt haben. Das Lied wurde von dem Dokumentarfilm Meet Me in the Bathroom inspiriert und behandelt die Verhaltensweisen, mit denen man konfrontiert wird, wenn man Traumata verarbeitet. Laut Metcalfe geht man durch Hochs und Tiefs und erlebte eine Konfusion, die durch dieses Chaos hervorgerufen wird. Sink Ya Teeth ist laut Lia Metcalfe ein Beleg für die „Brutalität der echten Liebe“.

## Rezeption

### Rezensionen
Laut Vivien Stellmach vom deutschen Magazin Visions beweisen The Mysterines „unheimlich gut, wie souverän und spannend“ eine Band klingen kann, die auf ihrem zweiten Album Einflüsse von Nirvana, Royal Blood und Blood Red Shoes vereint. Sarah Jamieson vom britischen Onlinemagazin DIY schrieb, dass sich das Quartett auf dem Album einigen Erwartungen widersetzt haben könnte. Jedoch habe die Band ihren bislang mutigsten Schritt gewagt. Jamieson vergab vier von fünf Punkten.

### Chartplatzierungen
| ChartsChartplatzierungen     | Höchstplatzierung | Wochen |
| ---------------------------- | ----------------- | ------ |
| Vereinigtes Königreich (OCC) | 11 (1 Wo.)        | 1      |